# Fu (Familienname)
Fu ist ein chinesischer Familienname.

## Namensträger
- Fu Baoshi (1904–1965), chinesischer Maler
- Fu Biao (1963–2005), chinesischer Schauspieler
- Fu Bingchang (1896–1965), chinesischer Politiker
- Bob Fu (* 1968), chinesisch-amerikanischer Pfarrer
- Fu Chao-hsuan (* 2002), taiwanischer Hochspringer
- Fu Che-wei (* 1973), taiwanischer Poolbillardspieler
- Fu Chengyu (* 1951), chinesischer Manager
- Fu Chun’e (* 1959), chinesische Badmintonspielerin
- Fu Chunyan (* 1989), chinesische Eisschnellläuferin
- Fu Daishi (497–569), Zen-Mönch, Dichter und Erfinder
- Grace Fu (* 1964), singapurische Politikerin
- Gregory Fu (* 1963), US-amerikanischer Chemiker
- Fu Haifeng (* 1984), chinesischer Badmintonspieler
- Fu Haitao (* 1993), chinesischer Dreispringer
- Fu Hao, Gemahlin des Königs Wu Ding
- Fu Haoran (* 2005), chinesischer Leichtathlet
- Fu Jian, turkmongolischer Eroberer
- Fu Jiang (* 1994), chinesisch-kanadischer Eishockeyspieler, siehe Spencer Foo
- Fu Jianbo (* 1976), chinesischer Poolbillardspieler
- Lee Fu-hsiang (* 1960), taiwanischer Radrennfahrer
- Leonard Fu (* 1997), deutscher Geiger
- Liang Fu, chinesischer Physiker
- Fu Liguo (Fu Li-Kuo) (* 1934), chinesischer Botaniker
- Marco Fu (* 1978), Snookerspieler aus Hongkong
- Michael Fu Tie-shan (1931–2007), chinesischer Geistlicher, Bischof von Peking
- Fu Ming (* 1983), chinesischer Fußballschiedsrichter
- Fu Mingtian (* 1990), singapurische Badmintonspielerin
- Fu Mingxia (* 1978), chinesische Wasserspringerin
- Fu Nan (* 1984), chinesischer Eishockeyspieler
- Fu Quanyou (* 1930), chinesischer Offizier, General der Volksbefreiungsarmee
- Rao Fu (* 1978), chinesisch-deutscher Künstler
- Reiner Fu, deutscher Jurist und Richter am Bundesfinanzhof
- Fu Sheng (Gelehrter) (伏生 oder 伏勝, 268–178 v. u. Z.), konfuzianischer Gelehrter während der Qin and Han-Dynastien
- Alexander Fu Sheng (1954–1983), chinesischer Schauspieler
- Fu Shuai (* 1998), chinesisch-kanadischer Eishockeyspieler, siehe Parker Foo
- Fu Shuxia (Fu Shu-Hsia) (1916–1986), chinesischer Botaniker
- Fu Shou († 214), Kaiserin der Han-Dynastie
- Fu Tengyi (* 1986), chinesischer Eishockeyspieler
- Fu Tianyu (* 1978), chinesische Shorttrackerin
- Fu Weici (1923–2014), chinesischer Übersetzer
- Fu Wenjun (* 1955), chinesischer Künstler und Fotograf
- Fu Xiancai (* 1959), chinesischer Bauer und Bürgerrechtler
- Fu Yuanhui (* 1996), chinesische Schwimmerin
- Fu Zhenghua (* 1955), chinesischer Politiker
- Fu Zuoyi (1895–1974), chinesischer General der Nationalrevolutionären Armee und Politiker